# 時代 (中島みゆきの曲)
「時代」（じだい）は、中島みゆきが作詞・作曲した歌である。1975年に中島自身によって発表され、同年に中島の2作目のシングルとしてキャニオン・レコードからリリースされた。その後も別バージョンがたびたび作られ、アルバムやシングルに収録されている。また、他の多くの歌手によってもカバーされている。また、この曲は日本の歌百選に選ばれた。

## 概要
この曲は、1975年10月のヤマハ音楽振興会主催の『第10回ポピュラーソングコンテストつま恋本選会』、同年1975年11月16日の『第6回世界歌謡祭』にてグランプリを受賞した。同年にシングルが発売され、20万枚のヒットとなった。
『第10回ポピュラーソングコンテストつま恋本選会』でグランプリ受賞後のアンコールで中島は、バックのオーケストラに耳打ちをした後に突如、ギター一本で「時代」を披露した。当時の『ポピュラーソングコンテスト』としては異例だったため、その後の新聞や雑誌などでは、バッシングが相次いだ。これには理由があり、ヤマハの創設者である川上源一に「あなたはすごい詞を書く。将来、詞で勝負するようなアーティストに育ってほしい。できれば、大音量をバックにするよりも、ギター一本で歌ったほうが、あなたの詞が人々に伝わると思います」という言葉に中島が感銘を受けたからだという。
後年、卒業式で歌われたり、音楽の教科書に掲載されたりして親しまれ、2007年に「日本の歌百選」にも選ばれている。
2010年にはフジテレビ開局50周年記念ドラマ『わが家の歴史』のエンディングテーマとしても用いられた。
本作は4⁄4拍子で記譜すると三連符を多用せねばならないため、12⁄8拍子で記譜されることもある。

## 中島みゆきによる録音のバージョン

### 1975年バージョン
オリジナルのシングルは、1975年12月21日にキャニオン・レコードからリリースされた。編曲者の船山基紀は、後に薬師丸ひろ子のカバー版でも編曲を担当している。
このシングルにはジャケットが2種類存在し、世界歌謡祭の時にアコースティック・ギターを手にして唄う中島の写真を用いたものと、デビュー当時の中島が軌道を横断しようとしているものである。後者のジャケットの撮影場所は、江ノ島電鉄・腰越駅付近。後者の方が稀少である。
オリコンチャートによると売上は16.4万枚と推定されている。

#### 『時代』収録曲
| 全作詞・作曲: 中島みゆき、全編曲: 船山基紀。 |                |            |            |      |
| #                                            | タイトル       | 作詞       | 作曲・編曲 | 時間 |
| 1.                                           | 「時代」       | 中島みゆき | 中島みゆき | 4:11 |
| 2.                                           | 「傷ついた翼」 | 中島みゆき | 中島みゆき | 4:57 |
| 合計時間:                                    | 合計時間:      | 9:08       |            |      |

1. 時代
翌1976年リリースの1枚目のアルバム『私の声が聞こえますか』にも収録された。これは、中島自身のアコースティック・ギターのみの伴奏によるシンプルな別ヴァージョンである。
2. 傷ついた翼
1975年5月に『第9回ヤマハ・ポピュラーソングコンテストつま恋本選会』に初出場した際に歌われた曲。中島はこの曲で入賞した。2022年11月28日にヤマハミュージックコミュニケーションズにより、この曲のみ単体でデジタル・ダウンロード配信された[注釈 2]。

#### ベスト・アルバムへの収録（1975年版）
- 中島みゆき THE BEST
- Singles
- 中島みゆき PRESENTS BEST SELECTION 16
- 中島みゆき BEST SELECTION Ⅱ（アルバム・バージョン）

### 1993年バージョン
中島は1993年に、アルバム『時代-Time goes around-』でセルフリメイクしている。編曲は瀬尾一三、ストリングス・アレンジはデヴィッド・キャンベルが手がけている。同年にシングル化もされている（後述）。
初期の代表曲とも言えるこの曲を再び取り上げた経緯について中島は、
と語っている。
導入部分で聴かれるライブの音源は、前述の世界歌謡祭の受賞発表の様子で、受賞者・中島みゆきの名を日本語で発表しているのは司会の坂本九、続く英語通訳はジュディ・オングである（両名はこのアルバムの「スペシャル・サンクス」欄にクレジットされている）。
中島本人が出演する郵政省の年賀はがきのCMで、1993年から2000年まで8年連続で使用された。
この1993年録音版は、「最後の女神」とのカップリング（両A面扱い）でシングルカットされ、同年12月1日に『時代/最後の女神』として発売された。このシングルでは、冒頭のライブ音声がカットされている。
2022年11月28日にこのシングルは、ヤマハミュージックコミュニケーションズによりデジタル・ダウンロード配信された。

#### ベスト・アルバムへの収録（1993年版）
- 元気ですか
- Singles Ⅱ（シングル・バージョン）
- 大吟醸（シングル・バージョン）
- ここにいるよ（シングル・バージョン）

### 2012年バージョン
2012年のシングル『恩知らず』のカップリングには、「時代 -ライヴ 2010〜11-」として収録された。これは2010年から2011年にかけてのコンサートで披露されたライブテイクを収録したものである。

#### ベスト・アルバムへの収録（2012年版）
- 十二単〜Singles 4〜

### 2018年バージョン
2018年に発売されたライブ・アルバム『中島みゆき ライブ リクエスト -歌旅・縁会・一会-』には、2012年から2013年にかけてのコンサートツアー『中島みゆき「縁会」2012〜3』で披露された「時代」のライブ音源が収録された。

## テーマソング・主題歌・挿入歌としての使用

### 中島みゆき歌唱版の使用
- 記憶屋 あなたを忘れない[7]
2020年1月17日公開。1993年録音版を使用。中島自身の歌うバージョンでは初めての映画主題歌採用。
- テレビあっとランダム（テレビ東京系列）
東京の街角の過去と現在を対比する「ランダム写真館」にて、「時代」がBGMとして使用された。
- THE MUSIC DAY（日本テレビ系列）
2014年の第2回大会からテーマソングとして使われている。
- やすらぎの郷（テレビ朝日系列）
第74話で使用。1975年のシングル・ヴァージョンが使用された。

### その他の使用例
シングル化されたカバー版の使用例については、カバー版の各節を参照。
- 歓喜の歌（北海道テレビ制作／テレビ朝日系列）
エンディングで女声合唱による歌唱が使われた。
- ミエルヒ（北海道テレビ制作／テレビ朝日系列）
主題歌として使用。歌唱はコザック前田。
- 音楽の日2019（TBSテレビ系列）
第1部の大トリ曲として、同番組出演アーティストの一部と同局系のバラエティ・情報番組の主要出演者有志による合唱企画が行われた。なお、中島は出演していない。
- FNS27時間テレビ 鬼笑い祭 （2023年、フジテレビ系列）
番組のグランドフィナーレで、津田篤宏（ダイアン）の母を中心とした出演者陣により合唱された。

## カバー

### 薬師丸ひろ子のシングル
薬師丸ひろ子による「時代」は、通算11枚目のシングルとして、1988年7月29日に東芝EMIから発売された。

#### 概要（薬師丸ひろ子版）
映画『ダウンタウン・ヒーローズ』のイメージ・ソングに使用されたほか、CX系列『なるほど!ザ・ワールド』のエンディング・テーマとしても使用された。この「時代」も収録されたアルバム『Sincerely Yours』（1988年4月6日）では、中島からオリジナル楽曲「おとぎばなし」の提供も受けている。ほか、前年発売のアルバム『星紀行』（1987年7月6日）には「空港日誌」「未完成」を収録している。これら提供曲のうち、「空港日誌」「未完成」「おとぎばなし」は、後に中島がセルフカバーをしている。「空港日誌」はシングル「涙 -Made in tears-」のカップリング曲として1988年10月21日に発売（1994年4月21日には『Singles II』でアルバム収録）、「未完成」は『回帰熱』（1989年11月15日）、「おとぎばなし」は『おとぎばなし-Fairy Ring-』（2002年10月23日）にそれぞれ収録された。
B面曲「花のささやき」は、モーツァルトのピアノ協奏曲第23番の第2楽章の旋律に詞を付けた曲である。アルバム『花図鑑』（1986年）にも収録されている。
オリコンチャートの登場週数は14週、チャート最高順位は週間9位、累計8.9万枚のセールスを記録した。

#### 収録曲（薬師丸ひろ子版）
1. 時代（3分52秒）
作詞・作曲：中島みゆき、編曲：船山基紀
  - 映画『ダウンタウン・ヒーローズ』主題歌
  - CX系『なるほど!ザ・ワールド』エンディング・テーマ
2. 花のささやき（4分36秒）
作詞：松本隆、作曲：Wolfgang Amadeus Mozart、編曲：武部聡志

#### 関連作品（薬師丸ひろ子版）
- 薬師丸ひろ子 TWIN BEST
- GOLDEN☆BEST 薬師丸ひろ子
- エッセンシャル・ベスト 薬師丸ひろ子
- 風街図鑑〜松本隆 作詞活動30周年記念 - 作詞家活動30周年記念CD-BOX、「花のささやき」収録。

### Geminiart High Qualityのシングル
Geminiart High Qualityによる「時代」は、自身唯一のシングルとして2001年7月25日にキングレコードから発売された。

#### 概要（Geminiart High Quality版）
当時、現役音大生だったKanaとTaguによる2人組のヴァイオリン&ボーカルユニット・Geminiart High Quality（ジェミニアート・ハイ・クオリティ）の唯一のシングルとしてリリースされた。
表題曲は、テレビ東京系で放送された深夜アニメ『コスモウォーリアー零』のオープニングテーマに使用された。

#### 収録曲（Geminiart High Quality版）
- 全編曲：Geminiart High Quality

1. 時代
作詞・作曲：中島みゆき
  - テレビ東京系アニメ『コスモウォーリアー零』オープニングテーマ
2. BIRTH 01
作曲：Geminiart High Quality
3. 時代 (tad-mix version)
4. BIRTH 01 (tad-mix version)

### 德永英明のシングル
德永英明による「時代」は、自身の34枚目のシングルとして、2005年8月31日にユニバーサルシグマから発売された。

#### 概要（德永英明版）
初のカバー・アルバム『VOCALIST』先行シングル。
德永が出演した映画『旅の贈りもの 0:00発』の挿入歌。
カップリングは山口百恵「秋桜」、荒井由実「卒業写真」のカバー。

#### 収録曲（德永英明版）
- 全編曲：坂本昌之

1. 時代
作詞・作曲：中島みゆき
2. 秋桜
作詞・作曲：さだまさし
3. 卒業写真
作詞・作曲：荒井由実
4. 時代 (instrumental)
5. 秋桜 (instrumental)
6. 卒業写真 (instrumental)

### 一青窈のシングル
一青窈による「時代」は、2011年に配信限定シングルとして発売された。

#### 概要（一青窈版）
一青としては初の配信限定シングルとなる。また、本作はデビュー10周年を記念して行われた10か月連続配信企画の第1弾である。

#### 収録曲（一青窈版）
1. 時代
作詞・作曲：中島みゆき / 編曲：小林武史

#### 収録アルバム（一青窈版）
時代
- 『歌窈曲』

### 浜崎あゆみのシングル
浜崎あゆみによる「時代」は、2024年3月25日に配信限定シングルとしてリリースされた。

#### 概要（浜崎あゆみ版）
配信限定シングルとして前作『MASK』より約1年4か月ぶりのリリースとなる。カバー曲による配信限定シングルとしては2021年の『春よ、来い』以来、約3年ぶりである。
浜崎は本作のカバーについて、ビルボード・ジャパンにて以下のように語っている。
今回のこのドラマが描き出す世界観、特に、女性の社会進出が全く認められていなかった時代に夢を追いかけ続けた主人公たちのストーリーに共感し、主題歌を引き受けさせていただきました。
中島みゆきさんの偉大な名曲に敬意を表しながら、最高のスタッフ、ミュージシャンたちと共に制作に臨み、私なりに精一杯表現させていただきました。
素晴らしいドラマに少しでも力添え出来ていると嬉しいです！—浜崎あゆみ

#### 収録曲（浜崎あゆみ版）
1. 時代 [4:27]
words & composition : Miyuki Nakajima / arrangement : Yuta Nakano
テレビ朝日開局65周年記念ドラマプレミアム『万博の太陽』主題歌

### その他のカバー
時代
- 研ナオコ（1978年、アルバム『NAOKO VS MIYUKI (研ナオコ、中島みゆきを唄う)』収録）
- 桜田淳子（1978年、アルバム『20才になれば』収録）
- 西城秀樹（1982年、ライブアルバム『HIDEKI RECITAL - 秋ドラマチック』収録）
- Mi-Ke（1992年、アルバム『忘れじのフォーク・白い2白いサンゴ礁』収録）
- サリー・イップ（1995年、北京語でアルバム『真心』収録）
- 安田一葉（2000年、アルバム『波紋』収録）
- HEAVY HITTER♀（2002年、アルバム『私をどパンク甲子園に連れてって』収録）
- 中西圭三（2002年、アルバム『結晶』収録）
- 岩崎宏美（2003年、アルバム『Dear Friends』収録）
- 夏川りみ（2007年、アルバム『歌さがし 〜リクエストカバーアルバム〜』収録）
- 桑田佳祐（2009年、ライブDVD『昭和八十三年度! ひとり紅白歌合戦』収録）
- 中西保志（2010年、アルバム『STANDARDS4』収録）
- 八神純子（2012年、アルバム『VREATH 〜My Favorite Cocky Pop〜』収録）
- 菅原やすのり（2014年、アルバム『生きる -父さんの言葉-』収録）
- 秋川雅史（2015年、アルバム『GOLDEN VOICE』収録）
- クリス・ハート（2015年、アルバム『Heart SongⅢ』収録）
- 島津亜矢（2019年、アルバム『SINGER 6』収録）
- 工藤静香（2021年、カバーアルバム『青い炎』収録）

傷ついた翼
- 八神純子（2012年、アルバム『VREATH 〜My Favorite Cocky Pop〜』収録）